# Кубок Сан-Марино з футболу 2018—2019
Кубок Сан-Марино з футболу 2018–2019 — 59-й розіграш кубкового футбольного турніру в Сан-Марино. Титул всьоме здобув Тре Фйорі.

## Календар
| Раунд        | Дата                            | Матчі | Клуби  |
| ------------ | ------------------------------- | ----- | ------ |
| Перший раунд | 23-24 жовтня/6-7 листопада 2018 | 14    | 15 → 8 |
| 1/4 фіналу   | 4-5/16 грудня 2018              | 8     | 8 → 4  |
| 1/2 фіналу   | 6-7/13-14 квітня 2019           | 4     | 4 → 2  |
| Фінал        | 19 квітня 2019                  | 1     | 2 → 1  |

## Перший раунд
Раунд пропускає минулорічний володар кубка Ла Фіоріта, клуб розпочне змагання із чвертьфіналу.
| Команда 1                  | Заг.          | Команда 2         | 1-й матч | 2-й матч |
| -------------------------- | ------------- | ----------------- | -------- | -------- |
| 23 жовтня/6 листопада 2018 |               |                   |          |          |
| Доманьяно                  | 0:1           | Фольгоре Фальчано | 0:1      | 0:0      |
| 23 жовтня/7 листопада 2018 |               |                   |          |          |
| Фйорентіно                 | 2:4           | Тре Фйорі         | 0:4      | 2:0      |
| 24 жовтня/6 листопада 2018 |               |                   |          |          |
| Сан-Джованні               | 2:2 пен. 9:10 | Лібертас          | 1:0      | 1:2 дч   |
| Пеннаросса                 | 3:5           | Космос            | 2:3      | 1:2      |
| 24 жовтня/7 листопада 2018 |               |                   |          |          |
| Тре Пенне                  | 8:3           | Ювенес-Догана     | 3:2      | 5:1      |
| Віртус                     | 0:4           | Кайлунго          | 0:1      | 0:3      |
| Мурата                     | 5:2           | Фаетано           | 1:1      | 4:1      |

## 1/4 фіналу
| Команда 1        | Заг. | Команда 2         | 1-й матч | 2-й матч |
| ---------------- | ---- | ----------------- | -------- | -------- |
| 4/16 грудня 2018 |      |                   |          |          |
| Космос           | 2:5  | Фольгоре Фальчано | 2:0      | 0:5 дч   |
| Тре Пенне        | 6:1  | Кайлунго          | 3:1      | 3:0      |
| 5/16 грудня 2018 |      |                   |          |          |
| Ла Фіоріта       | 1:2  | Тре Фйорі         | 1:1      | 0:1      |
| Мурата           | 1:4  | Лібертас          | 0:1      | 1:3      |

## 1/2 фіналу
| Команда 1        | Заг. | Команда 2         | 1-й матч | 2-й матч |
| ---------------- | ---- | ----------------- | -------- | -------- |
| 6/14 квітня 2019 |      |                   |          |          |
| Тре Пенне        | 1:2  | Фольгоре Фальчано | 0:0      | 1:2      |
| 7/13 квітня 2019 |      |                   |          |          |
| Тре Фйорі        | 4:1  | Лібертас          | 2:0      | 2:1      |

## Фінал
| 19 квітня 2019 21:45 (EEST) |

| Тре Фйорі  | 1:0      | Фольгоре Фальчано |
| ---------- | -------- | ----------------- |
| Кастро 20' | Протокол |                   |

| Олімпійський стадіон, Серравалле Арбітр: Джанлука Кеччареллі |